# Zgromadzenie Sióstr Szpitalnych od NSJ
Zgromadzenie Sióstr Szpitalnych od Najświętszego Serca Jezusa (łac. Congregationis Sororum Hospitalarium a SS. Cordis Jesus – HSC) – katolicki zakon szpitalny obecny w 24 krajach świata w tym w Polsce. 

## Historia
Zakon został założony 31 maja 1881 roku w Hiszpanii przez św. Benedykta Menni kapłana Zakonu Bonifratrów z pomocą Maryi Josefa Recio Martin oraz Maryi Angustias Giménez Vera.
Działalność apostolską siostry realizują w szpitalach psychiatrycznych, szpitalach ogólnych, sanatoriach, ośrodkach opiekuńczych dziennych, ośrodkach rehabilitacyjnych, szkołach specjalnych, przychodniach itp..
Siostry noszą habit w dwóch kolorach: czarny i szary, do pół łydki, z dwoma zakładkami z przodu i z tyłu; pod szyją wycięty dekolt, pod którym znajduje się biały kołnierz; na piersi metalowy krzyżyk; na głowie welon – odpowiednio czarny lub szary, pozostawiający z przodu odkryte włosy.
Formacja zakonna składa się z czterech okresów: postulatu trwającego od 6 miesięcy do 2 lat; nowicjatu, który trwa 2 lata i kończy się złożeniem pierwszych ślubów czasowych; junioratu trwającego 5 lat na zakończenie, którego składa się śluby wieczyste oraz formacji stałej.